# 葉祖修
葉祖修（?—?），甘肅省平涼府靜寧州人，清朝政治人物、同進士出身。
光緒二十一年（1895年），参加光緒乙未科殿試，登進士三甲86名。同年五月，以主事分部学习。